# Citharichthys gnathus
Citharichthys gnathus är en fiskart som beskrevs av Kazuo Hoshino och Amaoka, 1999. Citharichthys gnathus ingår i släktet Citharichthys och familjen Paralichthyidae. IUCN kategoriserar arten globalt som otillräckligt studerad. Inga underarter finns listade i Catalogue of Life.